# Greenbush (Minnesota)
Greenbush ist eine Kleinstadt (mit dem Status „City“) im Roseau County im US-amerikanischen Bundesstaat Minnesota. Das U.S. Census Bureau hat bei der Volkszählung 2020 eine Einwohnerzahl von 682 ermittelt.

## Geografie
Greenbush liegt im Nordwesten Minnesotas auf 48°42′02″ nördlicher Breite und 96°10′54″ westlicher Länge. Die Stadt erstreckt sich über eine Fläche von 3,91 km².
Benachbarte Orte von Greenbush sind Badger (16,4 km nordöstlich), Strathcona (16,7 km südlich) und Karlstad (30,5 km südwestlich).
Die nächstgelegenen größeren Städte sind Fargo in North Dakota (246 km südsüdwestlich), Winnipeg in der kanadischen Provinz Manitoba (199 km nordnordwestlich), Thunder Bay in der kanadischen Provinz Ontario am Oberen See (589 km östlich), Duluth am Oberen See (457 km südöstlich) und Minneapolis (538 km südsüdöstlich).
Die Grenze zu Kanada befindet sich 45,2 km nördlich.

## Verkehr
Im Stadtgebiet von Greenbush treffen die Minnesota State Routes 11 und 32 zusammen. Alle weiteren Straßen sind untergeordnete und teils unbefestigte Fahrwege sowie innerörtliche Verbindungsstraßen.
Durch das Stadtgebiet von Greenbush verläuft von Nordosten nach Süden eine Eisenbahnlinie der Minnesota Northern Railroad, einer regionalen (Class III) Eisenbahngesellschaft.
Mit dem Greenbush Municipal Airport liegt ein kleiner Flugplatz im südlichen Stadtgebiet. Die nächsten Regionalflughäfen sind der Falls International Airport in International Falls (229 km östlich) und der Grand Forks International Airport in North Dakota (154 km südwestlich). Die nächsten größeren Flughäfen sind der Hector International Airport in Fargo in North Dakota (257 km südsüdwestlich), der Winnipeg James Armstrong Richardson International Airport (207 km nordnordwestlich) und der Minneapolis-Saint Paul International Airport (562 km südsüdöstlich).

## Demografische Daten
Nach der Volkszählung im Jahr 2010 lebten in Greenbush 719 Menschen in 300 Haushalten. Die Bevölkerungsdichte betrug 183,9 Einwohner pro Quadratkilometer. In den 300 Haushalten lebten statistisch je 2,22 Personen.
Ethnisch betrachtet setzte sich die Bevölkerung zusammen aus 97,6 Prozent Weißen, 0,6 Prozent Afroamerikanern, 1,0 Prozent amerikanischen Ureinwohnern sowie 0,1 Prozent (eine Person) Asiaten; 0,7 Prozent stammten von zwei oder mehr Ethnien ab. Unabhängig von der ethnischen Zugehörigkeit waren 1,5 Prozent der Bevölkerung spanischer oder lateinamerikanischer Abstammung.
23,6 Prozent der Bevölkerung waren unter 18 Jahre alt, 50,4 Prozent waren zwischen 18 und 64 und 26,0 Prozent waren 65 Jahre oder älter. 53,1 Prozent der Bevölkerung war weiblich.

Das mittlere jährliche Einkommen eines Haushalts lag bei 40.547 USD. Das Pro-Kopf-Einkommen betrug 23.373 USD. 5,6 Prozent der Einwohner lebten unterhalb der Armutsgrenze.